# Guendalina
Guendalina  è un nome proprio di persona italiano femminile.

## Varianti
- Femminili: Guendolina[1]
  - Ipocoristici: Guenda[1][2], Lina

### Varianti in altre lingue
- Francese: Gwendoline[3]
- Gallese: Gwendolen[3][4], Gwendoline[3][4], Gwendolyn[3][4]
- Inglese: Gwendoline[3][5], Gwendolyn[3][5], Guendolen[3][5], Gwendolen[5], Gwendolena[5]
  - Ipocoristici: Gwen[3][5], Gwennie[5], Gwenny[5]
- Tedesco: Gwendolin

## Origine e diffusione
Si tratta di un adattamento del nome inglese Gwendolyn, una variante di Gwendoline. La provenienza di Gwendoline è dubbia: le sue prime occorrenze sono dovute a Goffredo di Monmouth, che lo usò sia nella Historia Regum Britanniae (datata circa 1135), per la figura della regina Gwendolen, sia nella Vita Merlini (intorno al 1150), per la moglie di Merlino: in entrambi i casi era scritto Guendoloena o Gwendoloena. Sembra che Monmouth lo abbia tratto dal nome di Gwenddoleu, un leggendario sovrano britannico del VI secolo, forse latinizzandolo per farlo suonare più femminile; va notato, a margine, che Monmouth era solito riutilizzare nomi preesistenti senza curarsi della loro origine, del loro genere o della loro corretta trascrizione, come accadde con Morgana, Rowena e Cordelia. Vi sono inoltre diverse fonti che citano sante medievali chiamate Guendolen: tuttavia non si conosce quasi nulla oltre al nome di tali figure, ed è plausibile che si tratti di trasposizioni di figure mitologiche celtiche nell'ambiente cristiano, una pratica comune all'epoca.
Anche l'etimologia del nome è incerta, ma è sicuramente composto da due elementi celtici, il primo dei quali è quasi certamente l'aggettivo gwen/gwyn/gwenn ("bianco", "splendente", da cui anche Gwenaël, Ginevra e Winifred); il secondo invece è fortemente dubbio, complice anche la varianza della lettera finale fra Gwendolen e Guenddoleu (non è chiaro se lo scambio tra la u e la n sia dovuto ad un errore di Monmouth, ad una sua scelta deliberata o ad altri fattori). Diverse fonti lo riconducono a dolen ("cerchio", "collegamento", "anello"), dando al nome il significato di "anello bianco", mentre altre indicano dolau ("prati").
Va notato che alcune fonti danno al nome Guendalina origini germaniche, dalla radice wenden, "piegare", o dal nome dei Vandali. È riportata in effetti l'esistenza di una santa Gundelinda o Gwendolen, nipote di santa Ottilia, il cui nome è probabilmente un adattamento inglese o francese di un nome franco, forse Wandelindis (che è un composto di vand, che richiama i Vandali o i Venedi, e lind, "serpente"). Queste due diverse origini sono probabilmente entrambe valide, identificanti cioè due nomi distinti ma quasi omografi, che hanno finito per confondersi tanto da non essere più distinguibili l'uno dall'altro.
Per quanto riguarda i paesi anglofoni, l'uso di Gwendoline/Gwendolin/Gwendolyn al di fuori della letteratura è attestato solo dal XIX secolo (in particolare, Gwendolyn è una variante più tarda); una delle prime persone riportate con questo nome fu lady Gwendolen Anson (1837-1912), figlia di Thomas Anson, primo conte di Lichfield. L'uso del nome in Italia, adattato nella forma "Guendalina", è recente, nato principalmente come moda esotica ispirata dal nome inglese, e secondariamente riflette la venerazione verso la santa gallese; in parte, il suo utilizzo è stato aiutato anche da un film di Lattuada del 1957, Guendalina; riguardo alla diffusione, risulta particolarmente accentrato nella zona di Roma.

## Onomastico
Sono riportate diverse sante con questo nome, in memoria delle quali può essere festeggiato l'onomastico:
- 28 marzo, santa Gundelinda (Guendelindis, Wandelindis, Gwendoline), figlia del duca della contea d'Alsazia Adalberto e nipote di santa Ottilia, religiosa benedettina, badessa a Niedermünster[4][11][12]
- 18 ottobre, santa Guendolina (Gwendoline, Gwendolen), vissuta in Galles nel VI secolo[1][4], commemorata con san Brothen[11][13][14]
- 31 ottobre[4] o 4 ottobre[2], santa Guendalina, badessa in Galles

## Persone
- Guendalina Buffon, pallavolista italiana
- Guendalina Salimei, architetta e docente universitaria italiana
- Guendalina Sartori, arciera italiana

### Variante Gwendolyn

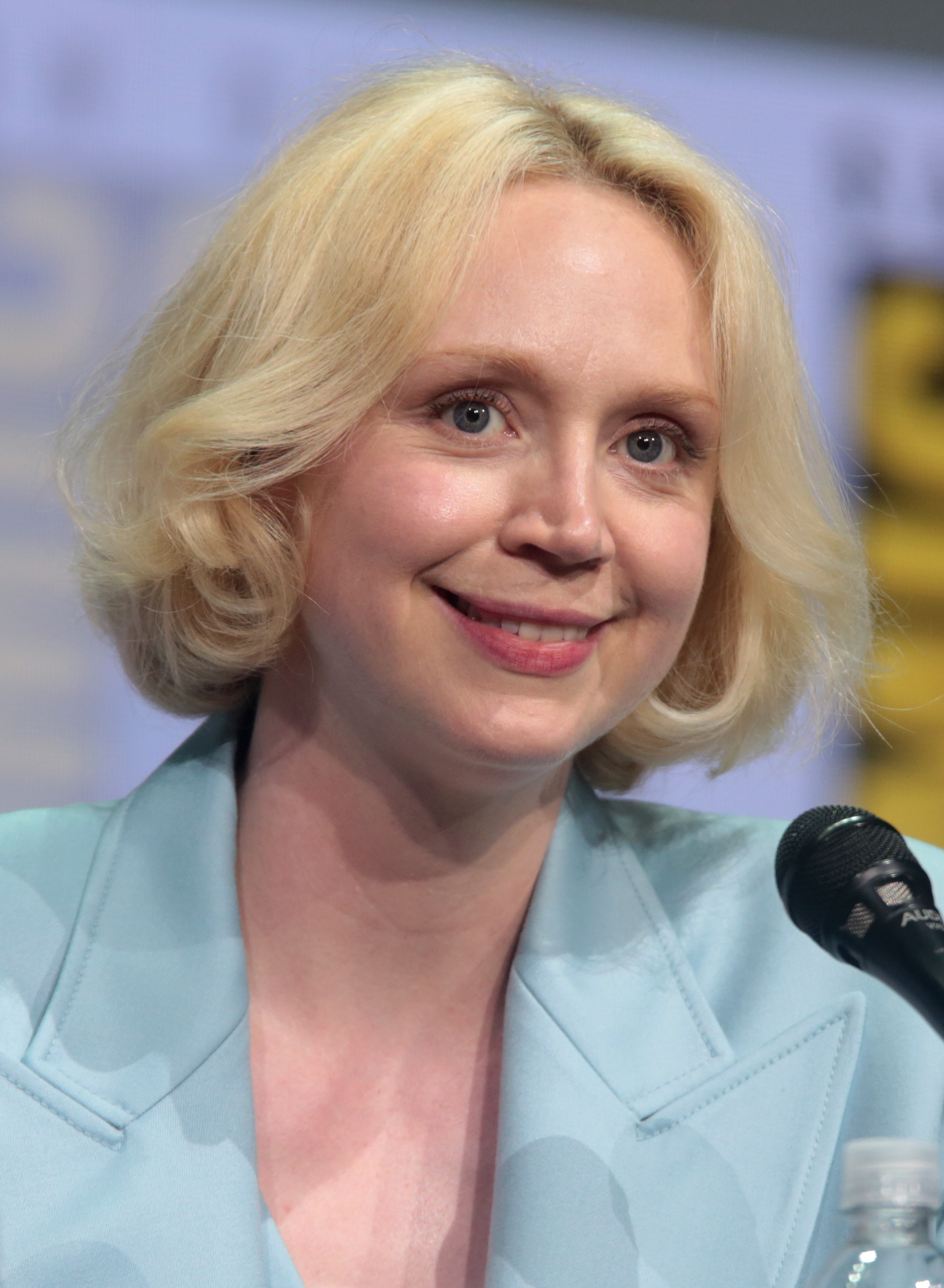
Gwendoline Christie

- Gwendolyn B. Bennett, poetessa, scrittrice e giornalista statunitense
- Gwendolyn Brooks, poetessa e scrittrice statunitense
- Gwendolyn Pates, attrice statunitense

### Variante Gwendoline
- Gwendoline Christie, attrice e modella britannica
- Gwendoline Eastlake-Smith, tennista britannica
- Gwendoline Neligan, schermitrice britannica
- Gwendoline Porter, atleta britannica
- Gwendoline Riley, scrittrice britannica

### Varianti maschili
- Gwenddoleu ap Ceidio, sovrano di Gwenddoleu

## Il nome nelle arti

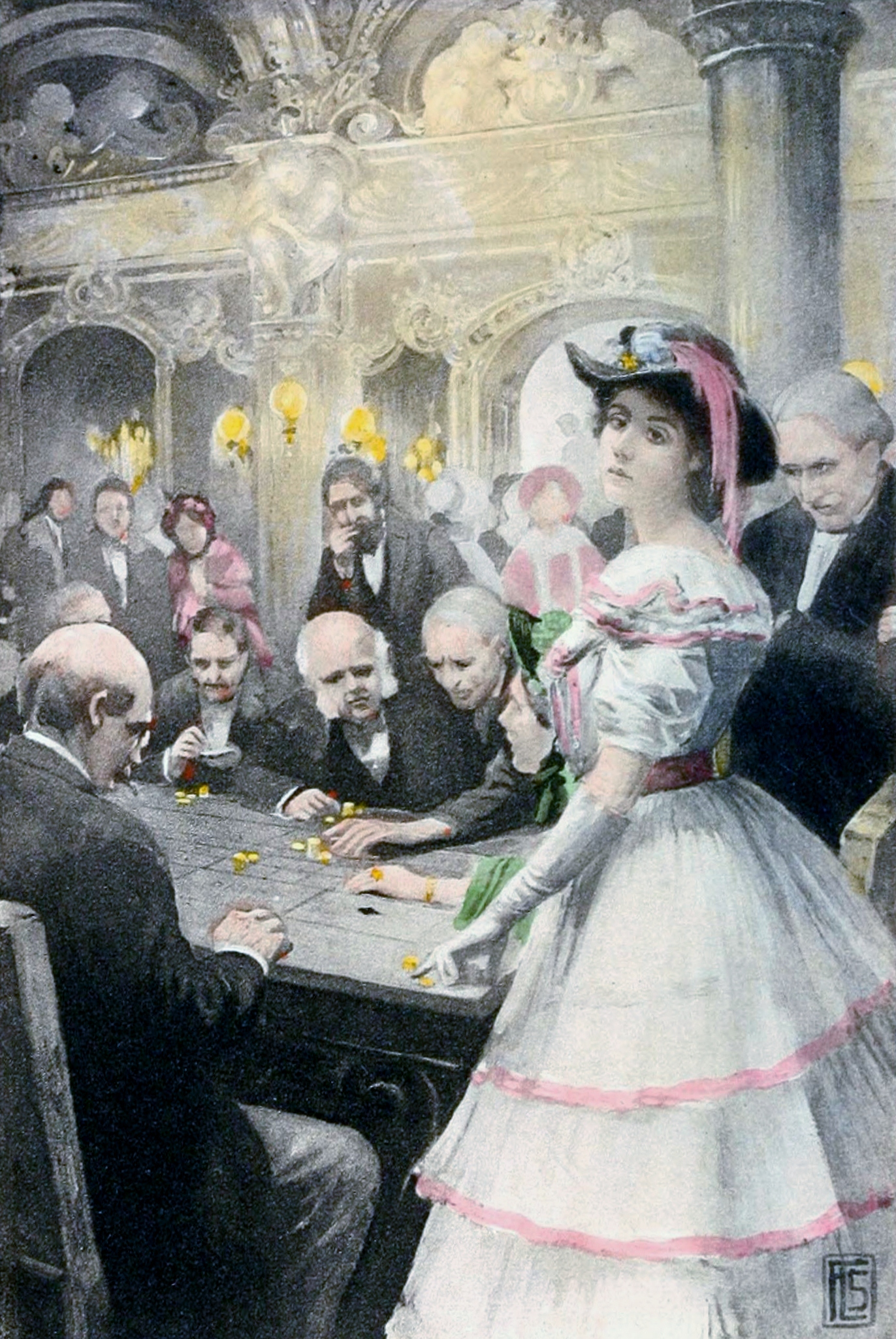
Una raffigurazione di Gwendolen Harleth, personaggio del romanzo di George Eliot Daniel Deronda.

- Guendalina è un personaggio del film del 1957 Guendalina, diretto da Alberto Lattuada.
- Gwendolyn Pigeon è un personaggio della commedia teatrale del 1965 La strana coppia (The Odd Couple), di Neil Simon. Nell'omonimo film del 1968, diretto da Gene Saks, il cognome fu italianizzato in Piccioni.
- Guendalina è un personaggio dei fumetti creato da John Willie, da cui è stato tratto il film omonimo diretto da Just Jaeckin nel 1984.
- Guendalina Bla Bla è il nome dato nel doppiaggio italiano al personaggio di Amelia Gabble nel film d'animazione del 1970 Gli Aristogatti (The Aristocats).
- Gwendolen Fairfax è un personaggio del romanzo di Oscar Wilde L'importanza di chiamarsi Ernesto.
- Guenda è un personaggio del romanzo omonimo di Marino Moretti.
- Gwendolen Harleth è un personaggio del romanzo di George Eliot Daniel Deronda.
- Gwendolyn Shepherd è un personaggio della serie di romanzi della Trilogia delle Gemme, scritta da Kerstin Gier.
- La barca Guendalina è una canzone di Fabio Concato.